# Doggerland

Doggerland we wczesnym holocenie

Doggerland – istniejący w okresie zlodowacenia północnopolskiego w środkowej i południowej części Morza Północnego masyw lądowy łączący Wielką Brytanię z Europą kontynentalną (obecnymi wybrzeżami Danii, Niemiec i Holandii).
Nazwę terenu ukuła jego brytyjska badaczka Bryony Coles z Uniwersytetu Exeter od nazwy rozległej ławicy Dogger Bank pod wodami Morza Północnego, gdzie jeszcze w latach 30. XX wieku kutry rybackie podejmowały w sieciach rybackich szczątki prehistorycznych zwierząt.
Wynurzenie tych terenów z morza było spowodowane związaniem ogromnych mas wody w postaci lądolodów, skutkiem czego ówczesny poziom oceanów był o ok. 60–120 m niższy niż obecnie. Zależnie od poziomu morza, zmiennego na przestrzeni wieków, zmieniał się także obszar Doggerlandu. Ląd ten miał powierzchnię równinną, pozbawioną większych wzniesień. Był terenem bogatym w laguny, mielizny, delty rzek, bagna. Zamieszkiwali go ludzie kultury mezolitycznej (środkowa epoka kamienia), polujący m.in. na ptaki. Pierwsi mieszkańcy Wielkiej Brytanii dotarli do niej prawdopodobnie poprzez tereny Doggerlandu.
Wraz z ocieplającym się klimatem i topnieniem lądolodów podnosił się poziom oceanu, a tereny Doggerlandu były stopniowo zalewane przez morze (transgresja morska), aż ich pozostałości utraciły łączność zarówno z kontynentem, jak i Wielką Brytanią. Obszary leżące na północy, położone nieco wyżej nadal pozostawały ponad poziomem morza, co pozwoliło na powstanie szeregu wysp na nowopowstałym Morzu Północnym. Największą z nich, obejmującą ok. ¼-⅓ zatopionego lądu, był teren obecnej ławicy Dogger Bank, leżącej w środkowej części dawnego Doggerlandu. Wraz z dalszym podnoszeniem poziomu morza także i te tereny znalazły się pod wodą.

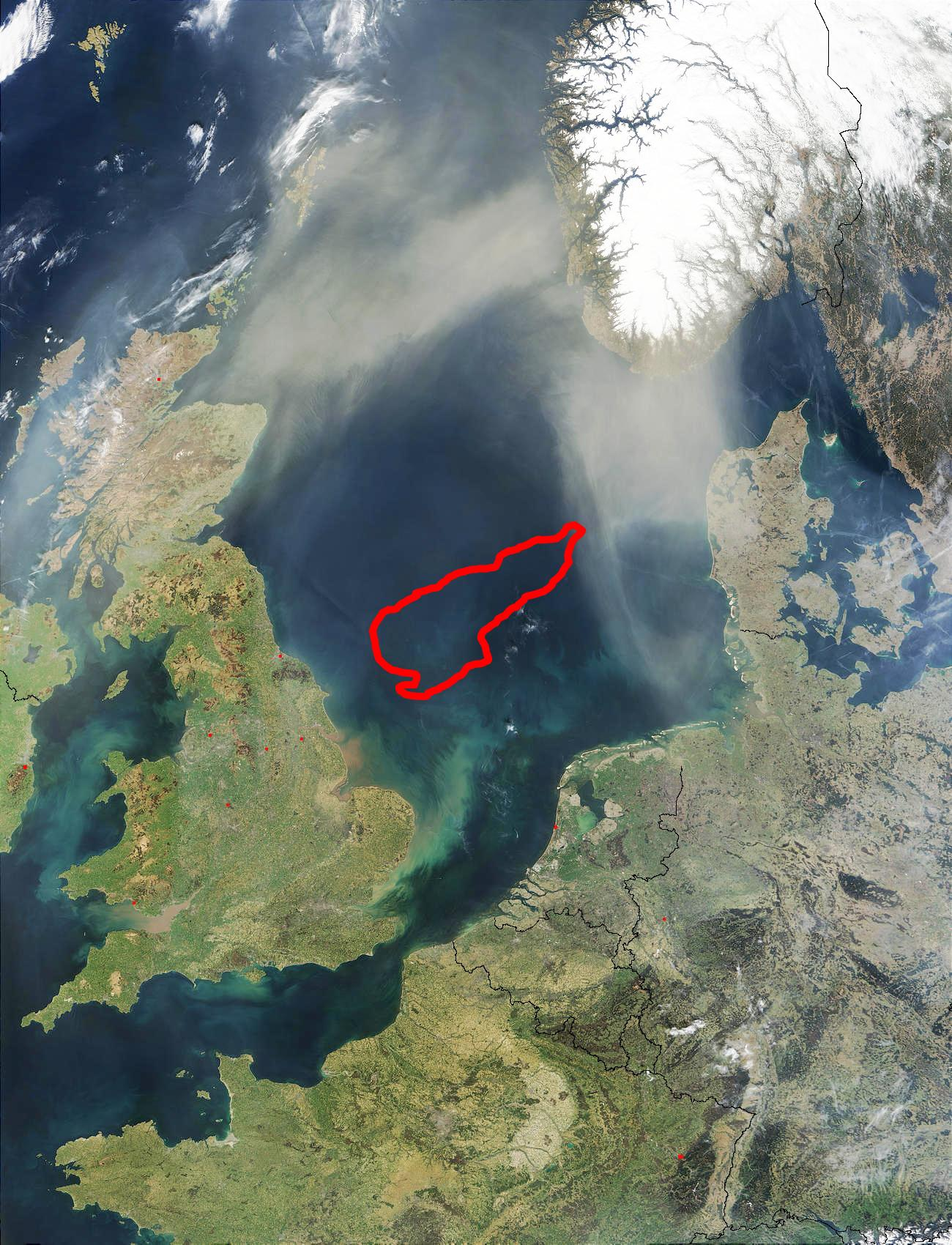
Lokalizacja ławicy Dogger Bank na Morzu Północnym

Jedna z hipotez – opublikowana w 2008 r. – mówi o zniszczeniu pozostałości Doggerlandu przez tsunami (około 6200 p.n.e.) spowodowane przez osuwisko Storegga u wybrzeży Norwegii, ale przeprowadzona w 2017 roku symulacja tsunami powstałego w wyniku tego osuwiska wykluczyła możliwość zatopienia całego Doggerlandu.